# Höchster
Der Höchster (englisch Highest) ist ein Berg im Tsau-ǁKhaeb-(Sperrgebiet)-NationalparkKlicklaut (ehemals Diamantensperrgebiet) im Südwesten Namibias. Er erreicht eine Höhe von 1114 m. Die Ausdehnung ist etwa 4 km × 4 km.
Westlich des Höchster befinden sich die Klinghardtberge.
Der durchschnittliche jährliche Niederschlag in diesem Teil der Namib beträgt nur wenige Millimeter. Die im Massiv vorkommenden Büsche überleben nur dank des Nebels, der sich von Zeit zu Zeit über dem kalten Atlantik bildet und tagsüber weit ins Landesinnere driftet. Die einzelnen Kameldornbäume beziehen ihr Wasser aus tiefen unterirdischen Wasseransammlungen.

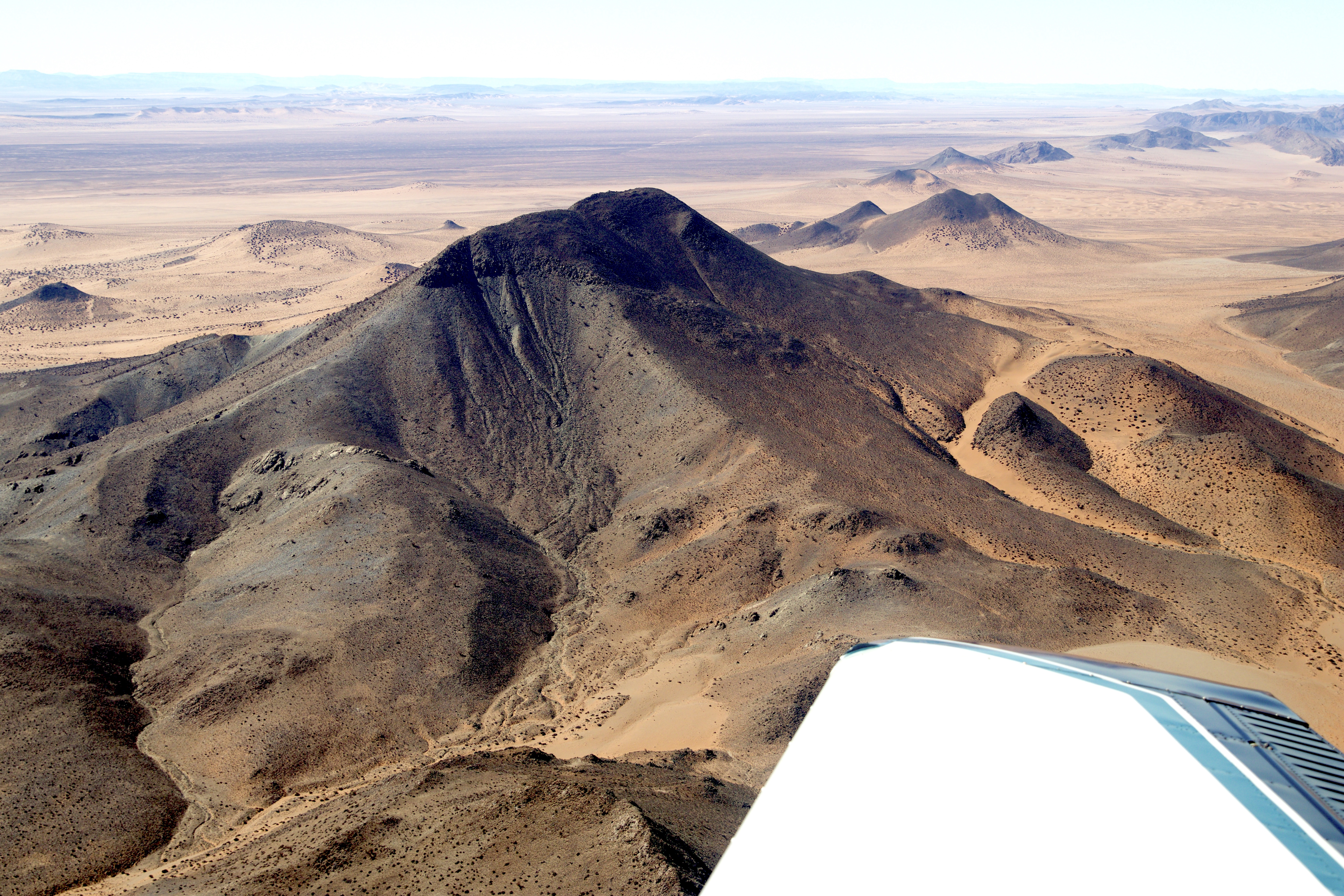
Luftaufnahme des Höchster im Sperrgebiet Namibia (2018)
Blick Richtung Osten